# Abdul Mejide I
Abdul Mejide I (em turco otomano: عبد المجيد اول; romaniz.: Abdü'l-Mecīd-i evvel, Abd-ul-Medjid, Abdul Mejid, Abdülmecid, Abdülmecit; Constantinopla, 23 de abril de 1823 – Constantinopla, 25 de junho de 1861) foi o 31° Sultão do Império Otomano, sucessor de seu pai Mamude II em 1839.
Foi o iniciador do chamado Tanzimat, durante o qual foram introduzidas reformas como a garantia dos direitos do indivíduo e a propriedade para todos os súbditos, a igualdade de todas as confissões religiosas perante a lei. Em 1853, com a sua oposição às exigências russas de exercer o protectorado sobre os seus súbditos ortodoxos, deu origem ao eclodir da Guerra da Crimeia.
Sucedeu no poder a seu pai Mamude II em 1839, oito dias depois da Batalha de Nezibe ganha por Ibraim Paxá, isto é, no momento mais crítico da luta entre a Turquia e o Egito. A diplomacia europeia deteve Ibrahim que marchava sobre Constantinopla. Dois tratados garantiram ao novo Padischah a integridade do seu império e permitiram-lhe continuar as reformas começadas no ano precedente.
Em 1848, com risco de descontentar a Áustria e a Rússia, recusou-se a entregar os refugiados húngaros e polacos. Deve-se citar entre as suas reformas o hatt-i-hon-naiun de 18 de Fevereiro de 1856 que melhorava a vida e liberdade dos cristãos. Abdul Mejide teve que reprimir numerosas insurreições.
Ameaçado pela Rússia em 1853, foi apoiado no ano seguinte pela França e pela Grã-Bretanha e Irlanda e a guerra do Oriente teve como resultado fazer entrar a Turquia, pelo Tratado de Paris (30 de Março de 1856), no âmbito europeu.
Em 1860 as potências europeias tiveram que intervir na Síria e "castigar" os drusos, contra os quais Abdul Mejide se encontrava impotente. O seu irmão Abdulazize sucedeu-lhe pouco tempo depois.